# 红宫 (揭阳市)
红宫，位于中国广东省揭阳市普宁市流沙人民公园内，为普宁市的一个市级文物保护单位，类型为近现代重要史迹及代表性建筑，公布时间为1961年。
红宫建于1958年。